# Ispica

Ubicació d'Ispica dins de la província

Ispica (sicilià Spaccafurnu) és un municipi italià, dins de la província de Ragusa. L'any 2008 tenia 15.189 habitants. Limita amb els municipis de Modica, Noto (SR), Pachino (SR), Pozzallo i Rosolini (SR).

## Administració
| Període | Identitat      | Partit      |
| ------- | -------------- | ----------- |
| 2005-   | Pietro Rustico | Centredreta |

## Galeria d'imatges

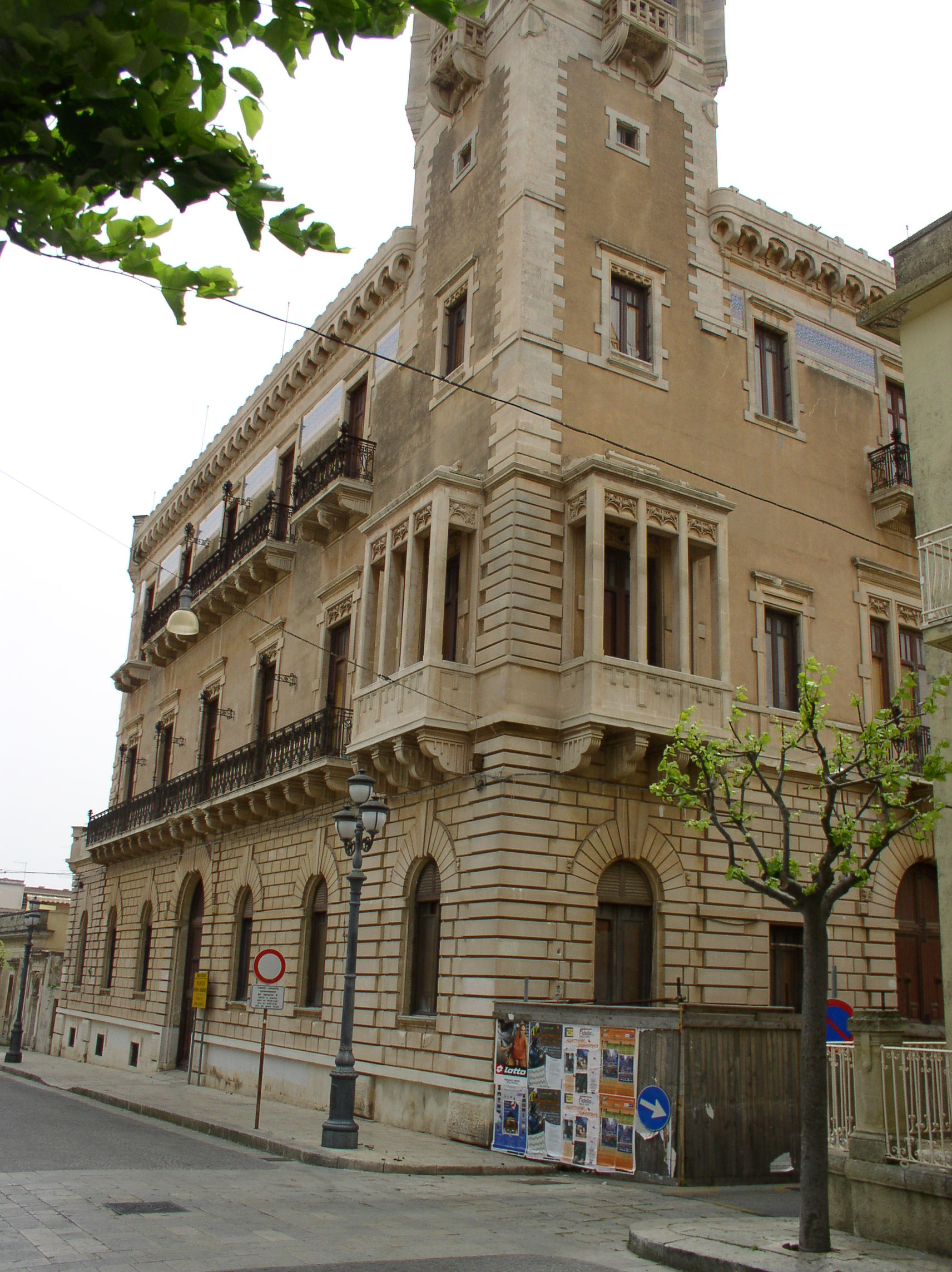
Ajuntament
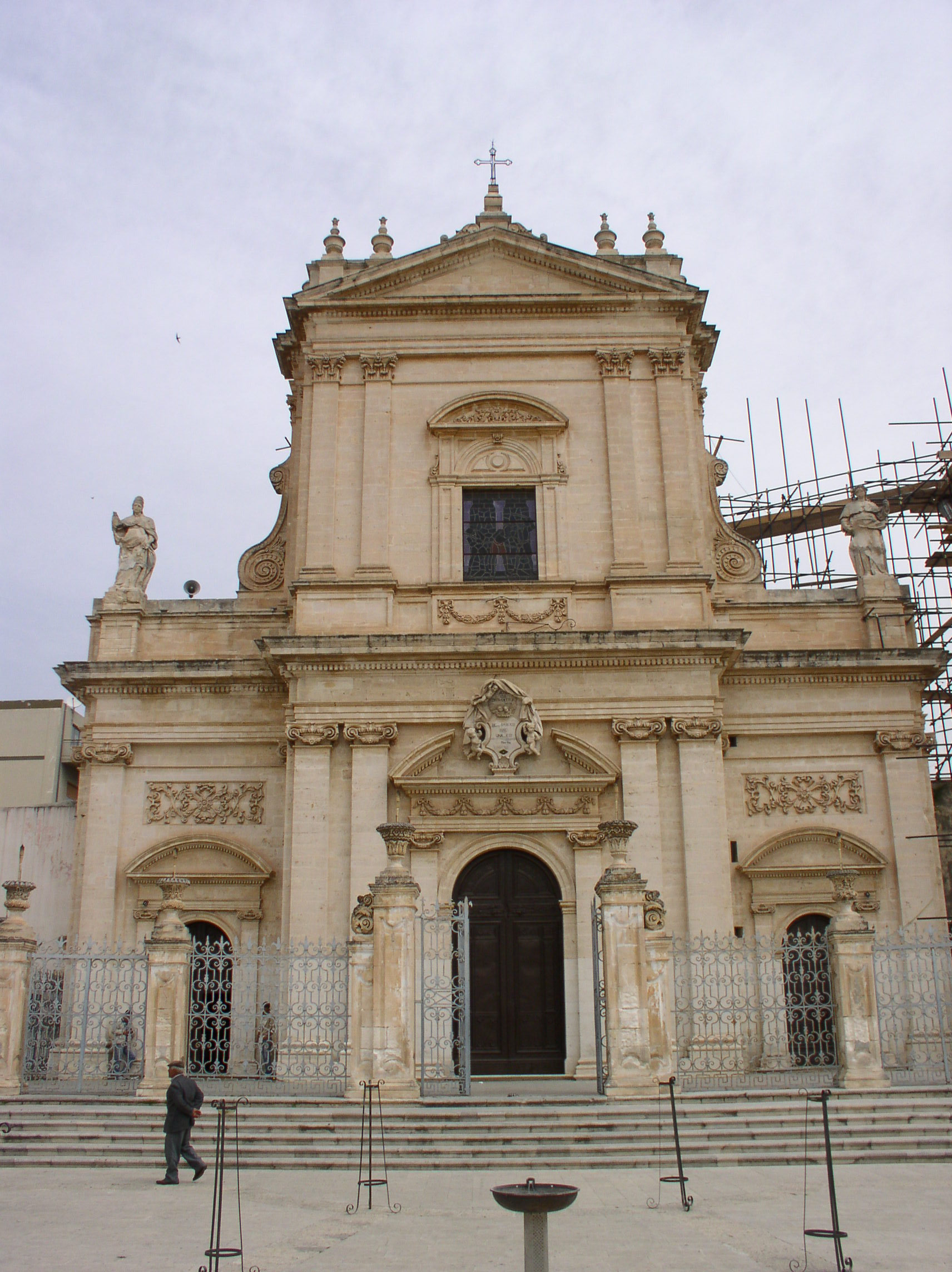
Santa Maria la Maggiore
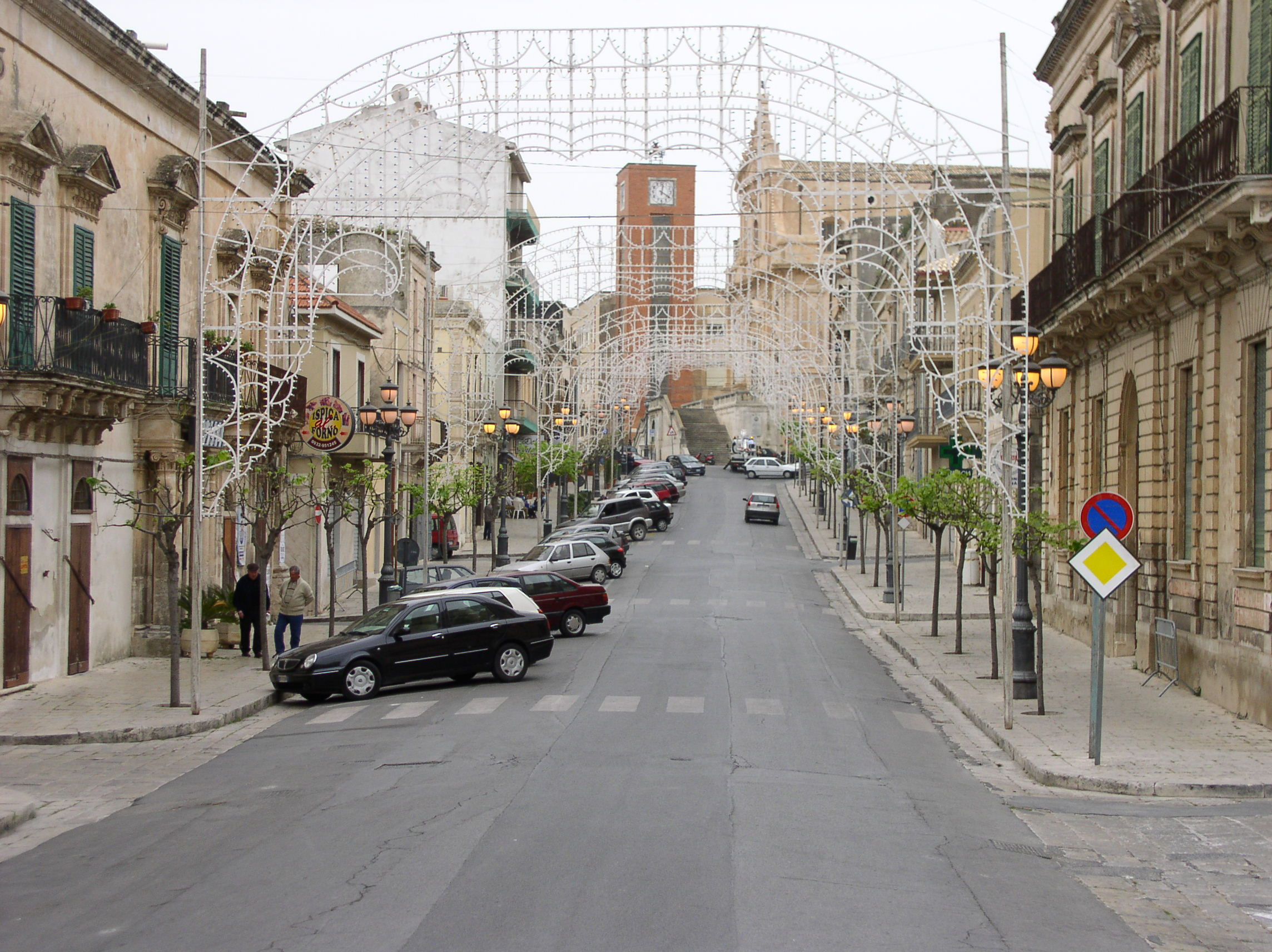
Corso Garibaldi